# (37785) Nougaro
(37785) Nougaro est un astéroïde de la ceinture principale d'astéroïdes découvert en 1997.

## Description
(37785) Nougaro a été découvert le 27 septembre 1997 au Centre de recherches en géodynamique et astrométrie (CERGA), à Caussols en France, par le projet scientifique européen OCA-DLR Asteroid Survey (ODAS).

### Caractéristiques orbitales
L'orbite de cet astéroïde est caractérisée par un demi-grand axe de 2,26 ua, un périhélie de 1,86 ua, une excentricité de 0,18 et une inclinaison de 1,88° par rapport à l'écliptique. Du fait de ces caractéristiques, à savoir un demi-grand axe compris entre 2 et 3,2 ua et un périhélie supérieur à 1,666 ua, il est classé, selon la JPL Small-Body Database, comme objet de la ceinture principale d'astéroïdes.

### Caractéristiques physiques
(37785) Nougaro a une magnitude absolue (H) de 15,8 et un albédo estimé à 0,226.

## Étymologie
Cet astéroïde est nommé en l'honneur de Claude Nougaro.